# Bonitza
Bonitza (łac. Diœcesis Bonitzensis) – stolica historycznej diecezji w Cesarstwie Bizantyńskim (prowincja Epiro Vecchio), współcześnie w Grecji. Od 1933 figuruje na liście katolickich diecezji tytularnych, od 1984 nie jest obsadzona.

## Biskupi tytularni
| Lp. | Biskup             | Funkcja                             | Od               | Do               |
| --- | ------------------ | ----------------------------------- | ---------------- | ---------------- |
| 1   | David Hickey SJ    | wikariusz apostolski Belize         | 10 czerwca 1948  | 29 lutego 1956   |
| 2   | Cornelius Chitsulo | biskup Dedza (Malawi)               | 9 listopada 1956 | 25 kwietnia 1959 |
| 3   | Tadeusz Etter      | biskup pomocniczy Poznania (Polska) | 22 lipca 1959    | 18 grudnia 1984  |